# 5 صفر
- السبت
- الأحد
- الاثنين
- الثلاثاء
- الأربعاء
- الخميس
- الجمعة

- 283 أغسطس 2024
- 294 أغسطس 2024
- 15 أغسطس 2024
- 26 أغسطس 2024
- 37 أغسطس 2024
- 48 أغسطس 2024
- 59 أغسطس 2024
- 610 أغسطس 2024
- 711 أغسطس 2024
- 812 أغسطس 2024
- 913 أغسطس 2024
- 1014 أغسطس 2024
- 1115 أغسطس 2024
- 1216 أغسطس 2024
- 1317 أغسطس 2024
- 1418 أغسطس 2024
- 1519 أغسطس 2024
- 1620 أغسطس 2024
- 1721 أغسطس 2024
- 1822 أغسطس 2024
- 1923 أغسطس 2024
- 2024 أغسطس 2024
- 2125 أغسطس 2024
- 2226 أغسطس 2024
- 2327 أغسطس 2024
- 2428 أغسطس 2024
- 2529 أغسطس 2024
- 2630 أغسطس 2024
- 2731 أغسطس 2024
- 281 سبتمبر 2024
- 292 سبتمبر 2024
- 303 سبتمبر 2024
- 14 سبتمبر 2024
- 25 سبتمبر 2024
- 36 سبتمبر 2024

5 صَفَر أو 5 صَفَر الخير أو 5 صَفَر المُظفَّر أو يوم 5 \ 2 (اليوم الخامس من الشهر الثاني) هو اليوم الخامس والثلاثين من أيَّام السنة وفق التقويم الهجري القمري (العربي). يبقى بعده 319 أو 320 يومًا لانتهاء السنة.

## أحداث
- 1226 هـ - وقوع مذبحة القلعة التي قضى فيها محمد علي باشا والي مصر على المماليك، بعدما أصبحوا يمثلون خطرًا حقيقيًا يتهدد البلاد وينذر بوقوع حرب أهلية.
- 1327 هـ - الدولة العثمانية تعترف في معاهدة إستانبول بضم الإمبراطورية النمساوية المجرية لمنطقة البوسنة والهرسك إليها، مقابل حصول الدولة العثمانية على تعويض قدرة 2.5 مليون ليرة ذهبية.
- 1349 هـ - الحكومة البريطانية توقع على معاهدة استقلال العراق مع حكومة الملك فيصل الأول، وقد كانت هذه الاتفاقية تمنح العراق استقلالًا اسميًا أكثر من كونه استقلالًا حقيقيًا.
- 1357 هـ - إيمان، ممثلة مصرية.
- 1362 هـ - الزعيم الجزائري فرحات عباس يصدر بيانًا للشعب الجزائري، ويعد هذا البيان النص المرجعي لحركة التحرر الجزائرية والتي انتهت باستقلال الجزائر.
- 1373 هـ - قيام قوة إسرائيلية بقيادة أرئيل شارون بتنفيذ مذبحة في قرية قبية الفلسطينية فتقتل 69 عربيًا، وتنسف 41 بيتًا.
- 1377 هـ - الإعلان عن استقلال ماليزيا.
- 1405 هـ - اغتيال رئيسة الوزراء الهندية أنديرا غاندي في نيودلهي على يد اثنين من طائفة السيخ وعقب وفاتها تولى ابنها راجيف رئاسة الحكومة.
- 1414 هـ - القوات الإسرائيلية تقتحم «مسجد الإصلاح» في قطاع غزة، والعملية تسفر عن سقوط عشرات القتلى والجرحى.
- 1424 هـ - بداية دخول القوات الأمريكية إلى العاصمة العراقية بغداد وذلك بعد أيام من بدء الحملة العسكرية البرية والجوية للحرب الأمريكية على العراق.
- 1428 هـ - تفجير في ضريح الإمامين علي الهادي والحسن العسكري يؤدي إلى تدمير القبة بالكامل.
- 1429 هـ - تفجير سيارة في دمشق يؤدي إلى مقتل القيادي في حزب الله اللبناني عماد فايز مغنية.
- 1430 هـ - البرلمان الصومالي ينتخب رئيس اتحاد المحاكم الإسلامية شريف شيخ أحمد رئيسًا للصومال.
- 1439 هـ - حُكومة إقليم كُردستان العراق تقترح تجميد نتائج استفتاء الانفصال عن العراق بعد مُرور شهر كامل على إجرائه، ووقف كُل العمليَّات القتاليَّة والبدء بحوار مفتوح مع بغداد.
- 1446 هـ - جيش الاحتلال الإسرائيلي يغير على مدرسة التابعين الشرعية في غزة مما أدى إلى مقتل 100 مدني فلسطيني وعشرات الإصابات والمفقودين.

## مواليد
- 1044 هـ - عبد الله بن علوي الحداد، فقيه شافعي يمني.
- 1301 هـ - جبران خليل جبران، شاعر وفيلسوف ومتصوف لبناني أمريكي.
- 1311 هـ - بديع خيري، كاتب مسرحي مصري.
- 1349 هـ - مصطفى العقاد، منتج ومخرج سينمائي سوري أمريكي.
- 1369 هـ - مرعي بن عمودة الكثيري، أول رئيس وزراء لتيمور الشرقية.
- 1381 هـ - عبد الله الرويشد، مطرب كويتي.
- 1397 هـ - ألسي أبي عاصي، إعلامية لبنانية.
- 1395 هـ - كاريس بشار، ممثلة سورية.
- 1404 هـ - مروة خليل، ممثلة بحرينية.
- 1409 هـ - مريم حسين، ممثلة عراقية تعمل في الإمارات.

## وفيات
- 36 هـ - حذيفة بن اليمان، صحابي.
- 634 هـ - ابن ياسين، محدث.
- 1394 هـ - نادية سيف النصر، ممثلة مصرية.
- 1405 هـ - أنديرا غاندي، رئيسة وزراء الهند.
- 1429 هـ - عماد فايز مغنية، قيادي في حزب الله اللبناني.
- 1440 هـ - عبد العزيز الجاسم، ممثل قطري.

## وصلات خارجية
- موقع قصة الإسلام: حدث في شهر صفر.